# Apogonia tomeensis
Apogonia tomeensis är en skalbaggsart som beskrevs av Marc Lacroix 2008. Apogonia tomeensis ingår i släktet Apogonia och familjen Melolonthidae. Inga underarter finns listade i Catalogue of Life.